# Acronis True Image
Acronis True Image é um software para Microsoft Windows, também disponível em Live CD, produzido pela Acronis.
Permite criar cópias exactas do disco rígido e, mais tarde, o seu eventual restauro.

## Sistemas de ficheiros suportados
Sistemas de ficheiros suportados pelo software:[ligação inativa]
- NTFS
- FAT16
- FAT32
- ext2
- ext3
- ReiserFS
- Reiser4
- Linux Swap

Para além dos sistemas de ficheiros oficialmente suportados, Acronis True Image também permite fazer a cópia "sector a sector" para todos os outros sistemas de ficheiros. Este modo "Raw", permite copiar um sistema de ficheiros que esteja corrompido, ou que não seja suportado, fazendo uma imagem completa de todos os sectores no dico rígido.

## Formatos usados
O Acronis True Image usa o formato de ficheiros TIB (.tib).